# Sergei Wladimirowitsch Tschepikow
Sergei Wladimirowitsch Tschepikow (russisch Сергей Владимирович Чепиков, englisch Sergei Tchepikov, wiss. Transliteration Sergej Vladimirovič Čepikov; * 30. Januar 1967 in Chor, Region Chabarowsk, Russische SFSR, Sowjetunion) ist ein ehemaliger sowjetischer und russischer Biathlet und Skilangläufer.

## Karriere

### Erfolgreicher Biathlet
Sergei Tschepikow gewann bereits 1988 in Calgary seine ersten beiden olympischen Medaillen, bis 1994 brachte er es auf insgesamt fünf Medaillen, davon 2 × Gold.
In den Saisons 1989/90 und 1990/91 gewann er als erster sowjetischer Athlet den Gesamtweltcup.

### Wechsel zum Langlauf
Weil seine Schießergebnisse zu wünschen übrig ließen, wechselte der Russe nach diesen Erfolgen zu den Langläufern, konnte sich dort allerdings nicht durchsetzen. Seine besten Resultate waren der 9. Platz im 15-km-Verfolgungsrennen und der 5. Platz in der 4 × 10-km-Staffel bei den Olympischen Winterspielen 1998 in Nagano. Nach den für ihn vierten Olympischen Spielen beendete der zwischenzeitlich 31-jährige seine sportliche Karriere, danach drehte er unter anderem einen Kinofilm.

### Rückkehr zum Biathlon
Mit Beginn der Saison 2001/02 feierte Tschepikow als 34-Jähriger ein sensationelles Comeback im Biathlon. Der Russe lieferte einen starken Saisoneinstand, nach zwei Top-10-Platzierungen beim zweiten Weltcup in Pokljuka verfehlte er eine Woche später mit zwei vierten Plätzen im Einzel und Sprint von Osrblie nur knapp das Podest. Auch die Olympischen Winterspiele 2002 verliefen für Tschepikow erfolgreich. Im Einzel erreichte er wie bei seinen letzten Olympischen Spielen im Biathlon 1994 den 8. Platz. Auch in der russischen Staffel wurde er eingesetzt, die jedoch als Viertplatzierte eine olympische Medaille verfehlte.
Am 24. Januar 2004 gelang Tschepikow über zehn Jahre nach seinem letzten Weltcupsieg, dem Olympiasieg von Lillehammer, beim Sprintrennen von Antholz sein fünfter Weltcupsieg.
Bei den Biathlon-Weltmeisterschaften 2005 in Hochfilzen gewann er mit der Silbermedaille in der Verfolgung seine insgesamt siebte WM-Medaille. Auch in der Staffel und der erstmals ausgetragenen Mixed-Staffel war er erfolgreich und gewann zwei weitere Silbermedaillen.
Bei den Olympischen Winterspielen 2006 in Turin erlangte er mit der russischen Staffel wiederum eine Silbermedaille.
Tschepikow errang insgesamt fünf Weltcupsiege. Er war mit 39 Jahren in seiner letzten Weltcupsaison einer der ältesten aktiven Athleten im Biathlon-Weltcup. Nach der Saison 2006/07 beendete er endgültig seine Karriere. Er ist mit Jelena Melnikowa verheiratet.

## Erfolge
Olympische Winterspiele:
- 1988: 1 × Gold (Staffel), 1 × Bronze (Sprint)
- 1992: 1 × Silber (Staffel)
- 1994: 1 × Gold (Sprint), 1 × Silber (Staffel)
- 2006: 1 × Silber (Staffel)

Weltmeisterschaften:
- 1989: 1 × Gold (Mannschaft), 1 × Silber (Einzel)
- 1991: 1 × Gold (Staffel), 1 × Bronze (Mannschaft)
- 1993: 2 × Silber (Staffel, Mannschaft)
- 2003: 1 × Silber (Staffel)
- 2005: 3 × Silber (Verfolgung, Staffel, Mixed-Staffel)
- 2006: 1 × Gold (Mixed-Staffel)

Gesamtweltcup:
- 2 × Sieger (1989/90, 1990/91)

Weltcupsiege:
- 5 (Stand: 24. Januar 2004)

Bilanz im Biathlon-Weltcup
Die Tabelle zeigt alle Platzierungen (je nach Austragungsjahr einschließlich Olympische Spiele und Weltmeisterschaften).
- 1.–3. Platz: Anzahl der Podiumsplatzierungen
- Top 10: Anzahl der Platzierungen unter den ersten zehn (einschließlich Podium)
- Punkteränge: Anzahl der Platzierungen innerhalb der Punkteränge (einschließlich Podium und Top 10)
- Starts: Anzahl gelaufener Rennen in der jeweiligen Disziplin

| Platzierung                               | Einzel | Sprint | Verfolgung | Massenstart | Staffel | Gesamt |
| ----------------------------------------- | ------ | ------ | ---------- | ----------- | ------- | ------ |
| 1. Platz                                  | 2      | 3      |            |             | 4       | 9      |
| 2. Platz                                  | 3      | 3      | 2          |             | 11      | 19     |
| 3. Platz                                  | 1      | 2      | 2          |             | 4       | 9      |
| Top 10                                    | 23     | 28     | 11         | 9           | 25      | 96     |
| Punkteränge                               | 30     | 46     | 25         | 15          | 25      | 141    |
| Starts                                    | 35     | 66     | 33         | 15          | 25      | 174    |
| Stand: Daten möglicherweise unvollständig |        |        |            |             |         |        |